# Jianmin (sockenhuvudort i Kina, Heilongjiang Sheng, lat 46,77, long 127,55)
Jianmin (kinesiska: 建民, 建民乡) är en sockenhuvudort i Kina. Den ligger i provinsen Heilongjiang, i den nordöstra delen av landet, omkring 130 kilometer nordost om provinshuvudstaden Harbin. Antalet invånare är 19 216. Befolkningen består av 9 324 kvinnor och 9 892 män. Barn under 15 år utgör 13,0 %, vuxna 15-64 år 79 %, och äldre över 65 år 6,0 %.
Runt Jianmin är det ganska tätbefolkat, med 67 invånare per kvadratkilometer. Närmaste större samhälle är Xinsheng, 11,7 km öster om Jianmin. Trakten runt Jianmin består till största delen av jordbruksmark.
Genomsnittlig årsnederbörd är 915 millimeter. Den regnigaste månaden är juli, med i genomsnitt 219 mm nederbörd, och den torraste är januari, med 9 mm nederbörd.